# Blu celeste
 (juillet 2022).
Blu celeste (littéralement « Bleu céleste » en français) est le premier album studio du chanteur italien Blanco. L'album est produit par Michelangelo et publié le 10 septembre 2021 par Universal et Island.
L'album a culminé au numéro 1 du hit-parade des albums de FIMI et est certifié triple platine en Italie.

## Promotion
À la sortie du disque, c'est Blu celeste, titre éponyme de l'album qui a été mis en avant. Finalement, dès novembre, Finché non mi seppelliscono est le dernier single de cet album face au grand succès[Quoi ?].
Le treizième morceau de l'album est présent uniquement sur les versions physiques (CD et vinyle). La présence de ce morceau est annoncée le jour de la sortie du disque par Michelangelo à travers un post Instagram qui dévoile la liste des morceaux encore en phase de préparation.

### Liste des pistes
| 1.    | Mezz'ora di sole            | Michelangelo              | 1:58 |
| 2.    | Notti in bianco             | Michelangelo              | 2:56 |
| 3.    | Figli di puttana            | Greg Willen, Michelangelo | 2:13 |
| 4.    | Blu celeste (chanson)       | Michelangelo              | 3:26 |
| 5.    | Sai cosa c'è                | Michelangelo              | 2:29 |
| 6.    | Paraocchi                   | Michelangelo, d.whale     | 2:36 |
| 7.    | Lucciole                    | Michelangelo              | 2:56 |
| 8.    | Finché non mi seppelliscono | Michelangelo              | 2:48 |
| 9.    | Pornografia                 | Michelangelo              | 2:38 |
| 10.   | David                       | Michelangelo              | 3:13 |
| 11.   | Ladro di fiori              | Michelangelo              | 3:08 |
| 12.   | Afrodite                    | Michelangelo              | 3:12 |
| 13.   | Follia!!!                   | Michelangelo              | 2:24 |
| 33:33 |                             |                           |      |